# Portræt af en morder
Portræt af en morder (org. Portrait of a Killer – Jack the Ripper: Case Closed) er en krimi fra 2002 af den amerikanske forfatterinde Patricia Cornwell. I den præsenterer hun teorien om, at den britiske kunstmaler Walter Sickert var den notoriske Jack the Ripper, der hærgede London i 1888.
Sammen med en gruppe retsmedicinere, historikere, kunsteksperter og politifolk har Patricia Cornwell gennemtrevlet alt tilgængeligt materiale om Ripper-mordene: breve, fingeraftryk, politirapporter og meget andet og giver på den baggrund et bud på forbryderens identitet. Teorien underbygges kraftigt af analyser af Sickerts malerier, dagbøger, breve og andres udsagn.
| Bog | Spire Denne artikel om bøger og tidsskrifter er en spire som bør udbygges. Du er velkommen til at hjælpe Wikipedia ved at udvide den. |